# Enrico di Battenberg
Enrico di Battenberg (Milano, 5 ottobre 1858 – Sierra Leone, 20 gennaio 1896) fu un membro della Casa di Battenberg e in seguito principe della Casa Reale del Regno Unito.

## Biografia
Era figlio di Alessandro d'Assia, terzo figlio maschio del granduca Luigi II d'Assia e di Guglielmina del Baden. Sua madre era la contessa Julia von Hauke ed egli era frutto di un matrimonio morganatico, poiché il rango dei genitori non era pari: alla nascita fu quindi Sua Altezza Illustrissima il conte Enrico di Battenberg ma, pochi mesi dopo, lo zio Luigi III d'Assia creò Julia principessa Battenberg con il trattamento di Altezza Serenissima, e tale divenne anche Enrico. Il principe ricevette un'educazione militare e divenne tenente nel primo reggimento degli Ussari Renani nell'esercito prussiano.

## Matrimonio
Grazie ai loro stretti legami con la Casa granducale d'Assia, i Battenberg mantenevano rapporti regolari con le varie case reali europee: il fratello maggiore di Enrico, il principe Luigi di Battenberg, sposò la cugina principessa Vittoria d'Assia e del Reno, la cui madre Alice era figlia della regina Vittoria del Regno Unito. Nel 1884 il principe Enrico si fidanzò con la principessa Beatrice di Gran Bretagna, ultima figlia della regina Vittoria e del principe Alberto; la regina Vittoria acconsentì al matrimonio a condizione che la coppia vivesse con lei.
Il principe Enrico e la principessa Beatrice si sposarono il 23 luglio 1885 nella chiesa di Sam Mildred sull'isola di Wight: il giorno delle nozze la regina assegnò allo sposo il trattamento di Altezza Reale perché avesse un rango pari alla moglie. Questo valse solo per il Regno Unito, ma non in Assia, dove il principe rimase un'Altezza Serenissima. Lo stesso giorno, una legge per naturalizzare il principe Enrico come cittadino britannico passò alla Camera dei Lord: la coppia fu da allora conosciuta come le Loro Altezze Reali il principe e la principessa Enrico di Battenberg.
La regina creò il suo nuovo genero cavaliere dell'Ordine della Giarrettiera e lo fece anche membro del suo Consiglio Privato; divenne inoltre colonnello nell'esercito britannico ed in seguito Capitano Generale e Governatore del Castello di Carisbrooke e dell'isola di Wight.
I principi ebbero quattro figli:
- Alessandro (3 novembre 1886 - 23 febbraio 1960), marchese di Carisbrooke, sposò Irene Denison (4 luglio 1890 - 16 luglio 1956);
- Vittoria Eugenia (24 ottobre 1887 - 15 aprile 1969), regina di Spagna in quanto sposò Alfonso XIII di Spagna (17 maggio 1886 - 28 febbraio 1941);
- Leopoldo (21 maggio 1889 - 23 aprile 1922);
- Maurizio (3 ottobre 1891 - 27 ottobre 1914).

Con decreto reale del 13 dicembre 1886, la regina assegnò ai bambini il trattamento di Altezza, valido nel Regno Unito, ma non in Assia dove, come i principi e principesse di Battenberg, erano Altezze Serenissime.

## Morte

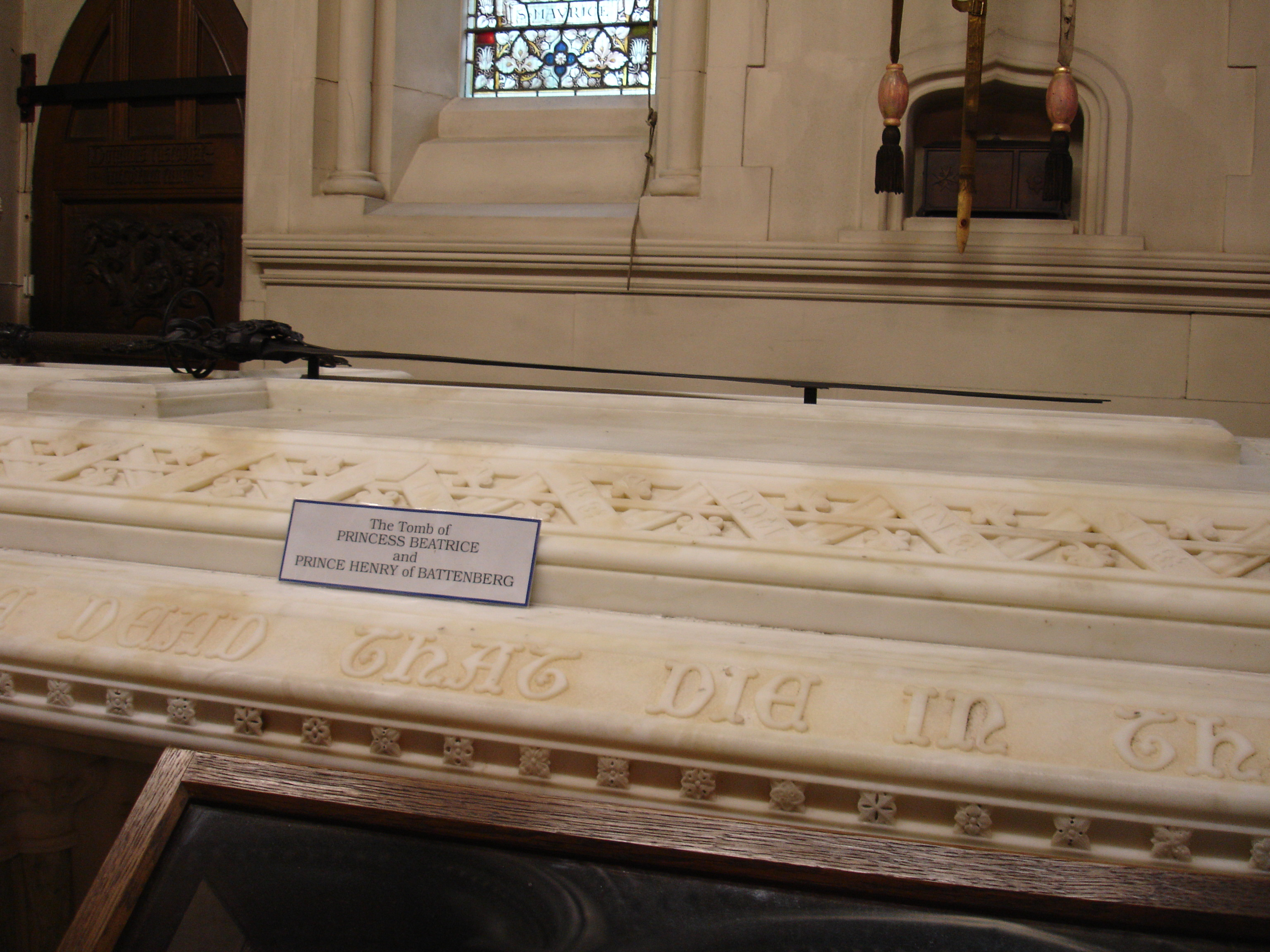
Tomba di Enrico e Beatrice di Battenberg.

Nel novembre 1895 il principe Enrico persuase la regina Vittoria a permettergli di andare in Africa occidentale a combattere nella guerra contro gli Ashanti. Fu segretario generale del comandante in capo delle truppe britanniche, il generale sir Francis Scott, e contrasse la malaria quando la spedizione raggiunse Prahsu, a circa 30 miglia da Kumasi e morì a bordo dell'incrociatore al largo delle coste della Sierra Leone. Il suo corpo fu rimpatriato dall'incrociatore Blenheim ed il funerale si svolse il 5 febbraio 1896 nella chiesa di San Mildred sull'isola di Wight dove si era sposato. Fu sepolto in quella poi conosciuta come Cappella Battenberg, dove lo raggiunsero i resti di sua moglie, la principessa Beatrice, nell'agosto 1945 là e quelli del suo figlio maggiore, il Marchese di Carisbrooke, nel luglio 1961.

## Titoli e trattamento
- 5 ottobre - 21 dicembre 1858: Sua Altezza Illustrissima il conte Enrico di Battenberg
- 21 dicembre 1858 - 23 luglio 1885: Sua Altezza Serenissima il principe Enrico di Battenberg
- 23 luglio 1885 - 20 gennaio 1896: Sua Altezza Reale il principe Enrico di Battenberg

## Ascendenza
|                             |                              |                                                | Genitori                                       |  |  | Nonni |  |  | Bisnonni        |  |  | Trisnonni                  |  |
|                             |                              |                                                |                                                |  |  |       |  |  | Luigi I d'Assia |  |  | Luigi IX d'Assia-Darmstadt |  |
|                             |                              |                                                |                                                |  |  |       |  |  | Luigi I d'Assia |  |  | Luigi IX d'Assia-Darmstadt |  |
|                             |                              | Carolina del Palatinato-Zweibrücken-Birkenfeld |                                                |  |  |       |  |  | Luigi I d'Assia |  |  |                            |  |
| Luigi II d'Assia            |                              |                                                |                                                |  |  |       |  |  | Luigi I d'Assia |  |  |                            |  |
|                             |                              | Luisa d'Assia-Darmstadt                        | Giorgio Guglielmo d'Assia-Darmstadt            |  |  |       |  |  |                 |  |  |                            |  |
|                             |                              | Luisa d'Assia-Darmstadt                        | Giorgio Guglielmo d'Assia-Darmstadt            |  |  |       |  |  |                 |  |  |                            |  |
|                             |                              | Luisa d'Assia-Darmstadt                        | Luisa di Leiningen-Dagsburg-Falkenburg         |  |  |       |  |  |                 |  |  |                            |  |
| Alessandro d'Assia          |                              | Luisa d'Assia-Darmstadt                        |                                                |  |  |       |  |  |                 |  |  |                            |  |
|                             |                              | Carlo Luigi di Baden                           | Carlo Federico di Baden                        |  |  |       |  |  |                 |  |  |                            |  |
|                             |                              | Carlo Luigi di Baden                           | Carlo Federico di Baden                        |  |  |       |  |  |                 |  |  |                            |  |
|                             |                              | Carlo Luigi di Baden                           | Carolina Luisa d'Assia-Darmstadt               |  |  |       |  |  |                 |  |  |                            |  |
| Guglielmina di Baden        |                              | Carlo Luigi di Baden                           |                                                |  |  |       |  |  |                 |  |  |                            |  |
|                             |                              | Amalia d'Assia-Darmstadt                       | Luigi IX d'Assia-Darmstadt                     |  |  |       |  |  |                 |  |  |                            |  |
|                             |                              | Amalia d'Assia-Darmstadt                       | Luigi IX d'Assia-Darmstadt                     |  |  |       |  |  |                 |  |  |                            |  |
|                             |                              | Amalia d'Assia-Darmstadt                       | Carolina del Palatinato-Zweibrücken-Birkenfeld |  |  |       |  |  |                 |  |  |                            |  |
| Enrico di Battenberg        |                              | Amalia d'Assia-Darmstadt                       |                                                |  |  |       |  |  |                 |  |  |                            |  |
|                             | Friedrich Carl Emanuel Hauke | Ignatz Marianus Hauck                          |                                                |  |  |       |  |  |                 |  |  |                            |  |
|                             | Friedrich Carl Emanuel Hauke | Ignatz Marianus Hauck                          |                                                |  |  |       |  |  |                 |  |  |                            |  |
|                             | Friedrich Carl Emanuel Hauke | Maria Riedesel zu Eisenbach                    |                                                |  |  |       |  |  |                 |  |  |                            |  |
| Conte Hans Moritz von Hauke | Friedrich Carl Emanuel Hauke |                                                |                                                |  |  |       |  |  |                 |  |  |                            |  |
|                             |                              | Maria Salomé Schweppenhäuser                   | Heinrich Schweppenhäuser                       |  |  |       |  |  |                 |  |  |                            |  |
|                             |                              | Maria Salomé Schweppenhäuser                   | Heinrich Schweppenhäuser                       |  |  |       |  |  |                 |  |  |                            |  |
|                             |                              | Maria Salomé Schweppenhäuser                   | Charlotte Philippine Juliane Westermann        |  |  |       |  |  |                 |  |  |                            |  |
| Julia von Hauke             |                              | Maria Salomé Schweppenhäuser                   |                                                |  |  |       |  |  |                 |  |  |                            |  |
|                             |                              | Franz Leopold Lafontaine                       | Benno Leopold Lafontaine                       |  |  |       |  |  |                 |  |  |                            |  |
|                             |                              | Franz Leopold Lafontaine                       | Benno Leopold Lafontaine                       |  |  |       |  |  |                 |  |  |                            |  |
|                             |                              | Franz Leopold Lafontaine                       | Maria Katharina Leonhardt                      |  |  |       |  |  |                 |  |  |                            |  |
| Sophie Lafontaine           |                              | Franz Leopold Lafontaine                       |                                                |  |  |       |  |  |                 |  |  |                            |  |
|                             |                              | Maria Theresa Kornély                          | Markus Kornély                                 |  |  |       |  |  |                 |  |  |                            |  |
|                             |                              | Maria Theresa Kornély                          | Markus Kornély                                 |  |  |       |  |  |                 |  |  |                            |  |
|                             |                              | Maria Theresa Kornély                          | ?                                              |  |  |       |  |  |                 |  |  |                            |  |
|                             |                              | Maria Theresa Kornély                          |                                                |  |  |       |  |  |                 |  |  |                            |  |